# Pedro Chorão
Pedro Chorão (Pedro Chorão Ramalho) (Coimbra, 1945 — ) é um pintor português. 
Nasceu em Coimbra, em 1945. Entre 1963 e 1967 viveu em Liverpool, onde começou a interessar-se por pintura. Frequentou o curso de História da Arte na École du Louvre, Paris (1967-1968). Licenciou-se em Pintura na Escola Superior de Belas Artes de Lisboa em 1976.
Foi bolseiro da Fundação Calouste Gulbenkian em Paris (1976-1978) e em Portugal (1987-1989).

## Biografia

Pintura de Pedro Chorão (obra pertencente à coleção Millenium bcp)

Filho do arquiteto Raul Chorão Ramalho, Pedro Chorão nasceu em Coimbra em 1945. Estudou biologia na North East Liverpool Technical College, Liverpool entre 1963 e 1967. Começou a interessar-se pela pintura quando tinha já mais de 20 anos de idade.
Fixou-se em Paris em 1967, onde frequentou o curso de História de Arte e Arqueologia na École du Louvre a na École Pratique de Hautes Études, Sorbonne. Entre 1968 e 1972 fez o serviço militar obrigatório, passando dois anos em Cabo Verde. A sua paixão pela pintura intensificou-se após o regresso a Lisboa, procurando colher lições de pintores amigos do pai, nomeadamente Luís Dourdil e António Dacosta. Expôs individualmente pela primeira vez em 1975. Licenciou-se na Escola Superior de Belas-Artes de Lisboa em 1976. Partiu para Paris nesse mesmo ano, como bolseiro da Fundação Calouste Gulbenkian, tendo regressado a Portugal em 1977. Dois anos mais tarde iniciou a sua carreira como professor no Ensino Secundário. O seu percurso artístico desenvolver-se-ia com grande regularidade ao longo dos anos, com a participação em inúmeras exposições coletivas e uma longa lista de exposições individuais em galerias e espaços institucionais.
Em 2016 José Luís Porfírio comissariou duas exposições complementares onde foi apresentada uma seleção de obras dos seus mais de quarenta anos de carreira: no Torreão Nascente da Cordoaria (EGEAC, Galerias Municipais, Câmara Municipal de Lisboa) e na Fundação Carmona e Costa, Espaço de Arte Contemporânea, Lisboa. Dessa iniciativa resultou a publicação de um extenso e meticuloso catálogo, Pedro Chorão: o que diz a pintura – obra 1971-2016, que permite uma visão abrangente do seu percurso artístico.

## Obra
Herdeira de uma multiplicidade de referências, a pintura de Pedro Chorão localiza-se na fronteira entre abstração e figuração. "À data da sua primeira exposição individual, com trinta anos, o artista tinha já um discurso plástico bem estruturado numa apologia de elementaridades expressivas, desenvolvida com grande coerência […]: a preferência por materiais pobres, pela austeridade dos gestos de registo e mesmo pela escolha dos elementos visuais capazes de dar visibilidade ao núcleo central da sua poética – a evocação abstrata do espaço através das geometrias dos planos da pintura, das profundidades das manchas de cor e das atmosferas da luz. Um olhar retrospetivo revela-nos uma estrutura longamente sedimentada".
O seu processo de trabalho "desenvolve-se em ciclos temáticos, não tanto por incidências iconográficas mas por exploração de temas plásticos que obviamente conduzem a diferentes estruturas de sentido. De modo simples, mas com máxima capacidade expressiva, os planos sugerem aproximações e distâncias, lugares de dentro e fora, terra e ar, referências que potenciam uma infinidade de situações vivenciadas mas que não se prendem a nenhuma descrição".

## Algumas exposições individuais
- 1975 – Galeria da Emenda, Lisboa.
- 1976 – Galeria S. Francisco, Lisboa.
- 1978 – Centre Culturel Portugais – Fundação Calouste Gulbenkian, Paris.
- 1979 – Escola Superior de Belas Artes de Lisboa; SNBA, Lisboa.
- 1981 – SNBA, Lisboa; Museu Infante D. Henrique, Faro; Galeria Jornal de Notícias, Porto.
- 1982 – Módulo, Lisboa; Espaço A / Clube 50, Lisboa.
- 1983 – Galeria da Imprensa Nacional Casa da Moeda, Lisboa; Espaço A / Clube 50, Lisboa.
- 1984 – Espaço A / Clube 50, Lisboa.
- 1986 – SNBA, Lisboa; Espaço Poligrupo, Lisboa; Galeria da Casa das Artes, Tavira.
- 1987 – Galeria Jornal de Notícias, Porto; Loja de Desenho, Lisboa.
- 1989 – Galeria Lambertini, Lisboa.
- 1990 – Galeria de Colares, Colares.
- 1991 – Clube 50, Lisboa.
- 1993 – Pintura 1993, Galeria Palmira Suso, Lisboa.
- 1994 – Pinturas de paisagem 1972-1994, Museu José Malhoa, Caldas da Rainha; Trem Galeria Municipal de Arte, Faro.
- 1995 – Galeria Quadrado Azul, Porto; Galeria Palmira Suso, Lisboa; GiefArte, Lisboa.
- 1996 – Espaço Capela, Cascais.
- 1997 – Galeria Palmira Suso, Lisboa; Museu da Casa Nogueira da Silva, Braga.
- 1998 – Clube 50, Lisboa.
- 1999 – Galeria Palmira Suso, Lisboa; Galeria Évora-Arte, Évora.
- 2000 – Clube 50, Lisboa.
- 2001 – GiefArte, Lisboa.
- 2002 – Casa da Cerca, Almada.
- 2007 – A Sublime Representação do Vazio, Galeria CiDi Arte, Lisboa.
- 2009 – 35 Anos de Pintura de Pedro Chorão, Galeria de Arte, Castelo Branco.
- 2011 – Pedro Chorão: Trabalhos Recentes, Galeria João Esteves de Oliveira, Lisboa.
- 2016 – Pedro Chorão: o que diz a pintura; obra 1971-2016, Galeria Torreão Nascente da Cordoaria Nacional, Lisboa; Fundação Carmona e Costa, Lisboa.

## Coleções
Pedro Chorão encontra-se representado e inúmeras coleções, públicas e privadas, nomeadamente nas seguintes: Culturgest – Caixa Geral de Depósitos; Câmara Municipal de Cascais; Câmara Municipal de Carrazeda de Anciães; Câmara Municipal de Lagos; Câmara Municipal de Lisboa; Casa da Cerca – Centro de Arte Contemporânea, Almada; Coleção Moderna, Fundação Calouste Gulbenkian; Ministério da Cultura (Portugal); Ministério das Finanças (Portugal); Ministério dos Negócios Estrangeiros (Portugal); Museu Nacional Soares dos Reis, Porto; Banco Internacional do Funchal; etc..

## Ligações Externas
- Site do artista
- Infopédia – Pedro Chorão
- Centro de Arte Moderna, Fundação Calouste Gulbenkian, Lisboa – Pedro Chorão
- Artistas Unidos – Pedro Chorão